# Go-shintai
Go-shintai (jap. 御神体 dosłownie "szacowne ciało boga, bóstwa") – w shintō symboliczny, materialny obiekt czci, w którym ma przebywać "duch kami" (shinrei). 

Święta góra Fuji

Obiektem może być zarówno obiekt przyrodniczy, np. góra, drzewo, kamień, wodospad itd., jak i przedmioty specjalnie w tym celu wykonane przez człowieka. W shintō do rzadkości należą wizerunki antropomorficzne, w kulcie świątynnym go-shintai stanowią najczęściej takie przedmioty, jak miecz, lustro, kula lub tyczka, umieszczane w głównym budynku zespołu świątynnego, zwanym honden. Pomimo że honden potocznie określany jest jako siedziba bóstwa, według tradycyjnych wierzeń shintoistycznych duch kami nie przebywa w tych obiektach na stałe, lecz musi zostać przed dokonaniem obrzędów wezwany ze "świata kami". Go-shintai umieszczane w świątyni określa się również terminem katashiro.